# Sowjetarmee-Pokal 1979/80
Der Sowjetarmee-Pokal 1979/80 war die 40. Austragung des Pokalwettbewerbs im Fußball in Bulgarien. Pokalsieger wurde ZSK Slawia Sofia. Das Team setzte sich im Finale gegen DFS Beroe Stara Sagora durch. Für Beroe war es die zweite Finalniederlage in Folge und die vierte insgesamt. Durch den Sieg qualifizierte sich Slawia für den Europapokal der Pokalsieger 1980/81.

## Modus
In den ersten beiden Runden wurden die Begegnungen in Hin- und Rückspiel ausgetragen. Bei Torgleichheit in beiden Spielen entschied die Anzahl der auswärts erzielten Tore.
Ab dem Achtelfinale wurden die Begegnungen in einem Spiel ausgetragen. Bei unentschiedenem Ausgang gab es eine Verlängerung von zweimal 15 Minuten und gegebenenfalls ein Elfmeterschießen.

## Teilnehmer
| A Grupa (15) | B Grupa (44) | B Grupa (44) | W Grupa (5) |
| --- | --- | --- | --- |
| - DFS Beroe Stara Sagora - FC Botew Wraza - Etar Weliko Tarnowo - Lewski-Spartak Sofia - DFS Lokomotive Plowdiw - Lokomotive Sofia - DFS Marek Stanke Dimitrow - Minjor Pernik - DFS Pirin Blagoewgrad - ZSK Slawia Sofia - DFS Sliwen (gesperrt) - DFS Spartak Plewen - AFD Trakia Plowdiw - FC Tschernomorez Burgas - Tscherno More Warna - ZSKA Septemwrijsko sname Sofia | 000Gruppe Nord - Akademik Sofia - SFD Akademik Swischtow - FC Bdin Widin - FK Beloslaw - Ludogorska Slawa Isperich - Chemus Trojan - FK Dewnja - Dobrudscha Tolbuchin - Dorostol Silistra - FC Dunaw Russe - Jantra Gabrowo - Lok Gorna Orjachowiza - Lokomotive Drjanowo - Lokomotive Mesdra - Ludogorez Rasgrad - DFS Osam Lowetsch - Panajot Wolow Schumen - Septemwrijska Slawa Michailowgrad - ZSK Spartak Warna - Swetkawiza Targowischte - Tscherweno sname Pawlikeni - Wetschwoj Elena | 000Gruppe Süd - Arda Kardschali - Assenowez Assenowgrad - FC Balkan Botewgrad - Belasiza Petritsch - FK Eledschik Ichtiman - DFS Chaskowo - FC Dimitrowgrad - Gorubso Madan - FC Hebar Pasardschik - Jaworow Tschirpan - Mariza-Istok Radnewo - Mariza Plowdiw - Minjor Buchowo - FC Metalurg Pernik - Rodopa Smoljan - Rosowa Dolina Kasanlak - FK Sliwnischki Geroj Sliwniza - FK Tschepinez Welingrad - Slantschew brjag Nessebar - Tundscha Jambol - Welbaschd Kjustendil - Wichren Sandanski | - Balkan Belogradtschik - Rakowski Sewliewo - Rilski Sportist Samokow - Sagorez Nowa Sagora - Strumska Slawa Radomir |

## 1. Runde
| Datum             |                            | Gesamt    |                                   | Hinspiel | Rückspiel |
| ----------------- | -------------------------- | --------- | --------------------------------- | -------- | --------- |
| 24.11./01.12.1979 | FC Dunaw Russe             | 0:2       | Rakowski Sewliewo                 | 0:1      | 0:1       |
| 24.11./01.12.1979 | Sagorez Nowa Sagora        | 03:14     | AFD Trakia Plowdiw                | 0:8      | 3:6       |
| 24.11./01.12.1979 | Lokomotive Mesdra          | 1:2       | FC Balkan Botewgrad               | 0:1      | 1:1       |
| 24.11./01.12.1979 | FC Bdin Widin              | 1:4       | ZSK Slawia Sofia                  | 0:1      | 1:3       |
| 24.11./01.12.1979 | Tscherweno sname Pawlikeni | 2:8       | Minjor Pernik                     | 0:2      | 2:6       |
| 24.11./01.12.1979 | Balkan Belogradtschik      | 0:9       | Chemus Trojan                     | 0:4      | 0:5       |
| 24.11./01.12.1979 | Jantra Gabrowo             | 8:3       | SFD Akademik Swischtow            | 7:1      | 1:2       |
| 24.11./01.12.1979 | DFS Osam Lowetsch          | 2:6       | Septemwrijska Slawa Michailowgrad | 1:0      | 1:6       |
| 24.11./01.12.1979 | Wetschwoj Elena            | 1:2       | FC Botew Wraza                    | 1:0      | 0:2       |
| 24.11./01.12.1979 | Rilski Sportist Samokow    | 1:3       | Lewski-Spartak Sofia              | 1:0      | 0:3       |
| 24.11./01.12.1979 | Dobrudscha Tolbuchin       | 7:1       | Lokomotive Drjanowo               | 2:0      | 5:1       |
| 24.11./01.12.1979 | Assenowez Assenowgrad      | 0:2       | DFS Lokomotive Plowdiw            | 0:1      | 0:1       |
| 24.11./01.12.1979 | Welbaschd Kjustendil       | 2:1       | FK Tschepinez Welingrad           | 1:0      | 1:1       |
| 24.11./01.12.1979 | FK Beloslaw                | 0:6       | Etar Weliko Tarnowo               | 0:1      | 0:5       |
| 24.11./01.12.1979 | FK Dewnja                  | 3:7       | Tscherno More Warna               | 1:4      | 2:3       |
| 24.11./01.12.1979 | Ludogorez Rasgrad          | 5:3       | Lok Gorna Orjachowiza             | 4:0      | 1:3       |
| 24.11./01.12.1979 | Ludogorska Slawa Isperich  | 1:5       | DFS Spartak Plewen                | 0:1      | 1:4       |
| 24.11./01.12.1979 | Swetkawiza Targowischte    | 2:5       | ZSK Spartak Warna                 | 1:1      | 1:4       |
| 24.11./01.12.1979 | Wichren Sandanski          | 1:7       | DFS Marek Stanke Dimitrow         | 0:3      | 1:4       |
| 24.11./01.12.1979 | Akademik Sofia             | 5:2       | FK Sliwnischki Geroj Sliwniza     | 2:1      | 3:1       |
| 24.11./01.12.1979 | Strumska Slawa Radomir     | 0:8       | DFS Pirin Blagoewgrad             | 0:3      | 0:5       |
| 24.11./01.12.1979 | Panajot Wolow Schumen      | (a)3:3(a) | Dorostol Silistra                 | 1:0      | 2:3       |
| 24.11./01.12.1979 | Mariza Plowdiw             | (a)4:4(a) | Minjor Buchowo                    | 4:1      | 0:3       |
| 24.11./01.12.1979 | FC Hebar Pasardschik       | 4:6       | ZSKA Septemwrijsko sname Sofia    | 3:2      | 1:4       |
| 24.11./01.12.1979 | Rosowa Dolina Kasanlak     | 4:5       | Gorubso Madan                     | 2:1      | 2:4       |
| 24.11./01.12.1979 | Tundscha Jambol            | 1:5       | DFS Beroe Stara Sagora            | 1:2      | 0:3       |
| 24.11./01.12.1979 | Rodopa Smoljan             | 0:3       | Slantschew brjag Nessebar         | 0:1      | 0:2       |
| 24.11./01.12.1979 | Arda Kardschali            | 3:2       | FC Dimitrowgrad                   | 2:1      | 1:1       |
| 24.11./01.12.1979 | Mariza-Istok Radnewo       | 3:6       | FC Tschernomorez Burgas           | 3:2      | 0:4       |
| 24.11./01.12.1979 | DFS Chaskowo               | 3:6       | Jaworow Tschirpan                 | 1:3      | 2:3       |
| 24.11./01.12.1979 | Lokomotive Sofia           | 5:2       | Belasiza Petritsch                | 0:0      | 5:2       |
| 24.11./01.12.1979 | FC Metalurg Pernik         | 0:6       | FK Eledschik Ichtiman             | 0:2      | 0:4       |

## 2. Runde
| Datum             |                                   | Gesamt    |                                | Hinspiel | Rückspiel |
| ----------------- | --------------------------------- | --------- | ------------------------------ | -------- | --------- |
| 08.12./15.12.1979 | Minjor Buchowo                    | 2:7       | ZSKA Septemwrijsko sname Sofia | 2:3      | 0:4       |
| 08.12./15.12.1979 | Jaworow Tschirpan                 | 2:6       | AFD Trakia Plowdiw             | 1:0      | 1:6       |
| 08.12./15.12.1979 | Arda Kardschali                   | 1:4       | FC Tschernomorez Burgas        | 0:2      | 1:2       |
| 08.12./15.12.1979 | Akademik Sofia                    | 6:3       | DFS Pirin Blagoewgrad          | 4:0      | 2:3       |
| 08.12./15.12.1979 | Gorubso Madan                     | 2:3       | DFS Beroe Stara Sagora         | 2:2      | 0:1       |
| 08.12./15.12.1979 | FC Balkan Botewgrad               | 5:2       | Minjor Pernik                  | 2:2      | 3:0       |
| 08.12./15.12.1979 | Chemus Trojan                     | 1:8       | ZSK Slawia Sofia               | 1:2      | 0:6       |
| 08.12./15.12.1979 | Septemwrijska Slawa Michailowgrad | 1:4       | Lewski-Spartak Sofia           | 1:2      | 0:2       |
| 08.12./15.12.1979 | Welbaschd Kjustendil              | 03:10     | DFS Marek Stanke Dimitrow      | 3:3      | 0:7       |
| 08.12./15.12.1979 | Dobrudscha Tolbuchin              | (a)2:2(a) | Etar Weliko Tarnowo            | 1:0      | 1:2       |
| 08.12./15.12.1979 | Rakowski Sewliewo                 | 2:6       | Tscherno More Warna            | 1:2      | 1:4       |
| 08.12./15.12.1979 | Ludogorez Rasgrad                 | 2:4       | DFS Spartak Plewen             | 1:0      | 1:4       |
| 08.12./15.12.1979 | Panajot Wolow Schumen             | 1:4       | ZSK Spartak Warna              | 1:1      | 0:3       |
| 08.12./15.12.1979 | FK Eledschik Ichtiman             | 2:4       | Lokomotive Sofia               | 2:1      | 0:3       |
| 08.12./15.12.1979 | Slantschew brjag Nessebar         | 4:7       | DFS Lokomotive Plowdiw         | 3:4      | 1:3       |
| 08.12./15.12.1979 | Jantra Gabrowo                    | 3:5       | FC Botew Wraza                 | 0:2      | 3:3       |

## Achtelfinale
| Datum      |                           | Ergebnis              |                                |
| ---------- | ------------------------- | --------------------- | ------------------------------ |
| 16.02.1980 | FC Balkan Botewgrad       | 0:5                   | ZSK Slawia Sofia               |
| 16.02.1980 | FC Botew Wraza            | 2:1                   | Lewski-Spartak Sofia           |
| 16.02.1980 | Dobrudscha Tolbuchin      | 1:0                   | Tscherno More Warna            |
| 16.02.1980 | DFS Spartak Plewen        | 0:0 n. V. (3:4 i. E.) | ZSK Spartak Warna              |
| 16.02.1980 | FC Tschernomorez Burgas   | 2:1                   | AFD Trakia Plowdiw             |
| 16.02.1980 | DFS Marek Stanke Dimitrow | 2:2 n. V. (2:4 i. E.) | Akademik Sofia                 |
| 16.02.1980 | DFS Beroe Stara Sagora    | 2:1 n. V.             | DFS Lokomotive Plowdiw         |
| 16.02.1980 | Lokomotive Sofia          | 1:1 n. V. (3:4 i. E.) | ZSKA Septemwrijsko sname Sofia |

## Viertelfinale
| Datum      |                        | Ergebnis  |                                |
| ---------- | ---------------------- | --------- | ------------------------------ |
| 23.02.1980 | ZSK Slawia Sofia       | 3:1 n. V. | FC Botew Wraza                 |
| 23.02.1980 | Dobrudscha Tolbuchin   | 2:0       | ZSK Spartak Warna              |
| 23.02.1980 | Akademik Sofia         | 2:1       | ZSKA Septemwrijsko sname Sofia |
| 23.02.1980 | DFS Beroe Stara Sagora | 4:2 n. V. | FC Tschernomorez Burgas        |

## Halbfinale
| Datum      |                        | Ergebnis  |                      |
| ---------- | ---------------------- | --------- | -------------------- |
| 09.04.1980 | ZSK Slawia Sofia       | 3:2 n. V. | Dobrudscha Tolbuchin |
| 09.04.1980 | DFS Beroe Stara Sagora | 3:0       | Akademik Sofia       |

## Finale
| Paarung                | ZSK Slawia Sofia – DFS Beroe Stara Sagora |
| Ergebnis               | 3:1 (2:0) |
| Datum                  | 13. Mai 1980 |
| Stadion                | Wassil-Lewski-Stadion, Sofia |
| Zuschauer              | 30.000 |
| Schiedsrichter         | Nikola Dudin |
| Tore                   | 1:0 Andrej Scheljaskow (3., Elfmeter) 2:0 Andrej Scheljaskow (44.) 2:1 Petko Petkow (85.) 3:1 Tschawdar Zwetkow (90.) |
| ZSK Slawia Sofia       | Georgi Gugalow – Iwan Tschakarow, Iwan Chajdarliew, Miltscho Jewtimow, Iwan Iliew – Georgi Dermendschiew, Ilijas Aliew (75. Ilija Welitschkow), Botjo Malinow (90. Georgi Mintschew) – Atanas Aleksandrow, Andrej Scheljaskow , Tschawdar Zwetkow Cheftrainer: Christo Mladenow |
| DFS Beroe Stara Sagora | Kosta Kostow – Ilija Iliew, Petko Tenew, Georgi Georgiew (46. Tenjo Tenew), Kantscho Kascherow – Georgi Stojanow, Tenjo Mintschew, Plamen Lipenski – Tanjo Petrow, Petko Petkow , Tanko Tanew Cheftrainer: Iwan Tanew                                                           |